# Гай Валерий Тапон
Гай Валерий Тапон (на латински: Gaius Valerius Tappo) e политик на Римската република през началото на 2 век пр.н.е. Произлиза от фамилията Валерии, клон Тапон.
През 188 пр.н.е. той е народен трибун. Консули тази година са Гай Ливий Салинатор и Марк Валерий Месала. Той подготвя формули за станалите римски граждани формияни, фундани и арпинати (от Форми, Фунди и Арпинум), които остават без резултат.